# Dorothea Beale
Dorothea Beale (Londres, 21 de març de 1831 - Cheltenham, 9 de novembre de 1906) va ser una pedagoga i matemàtica anglesa que va dirigir un dels primers colleges femenins d'Anglaterra que proporcionava un nou tipus d'educació a les noies.

## Vida i Obra
Va sacrificar tota la seva vida a un sol objectiu: l'educació secundària de noies al Cheltenham Ladies' College; al mateix temps que la seva col·lega i amiga Frances Buss feia el mateix al North London Collegiate School for Ladies.
Després d'estudiar a diferents escoles, fins i tot a París durant un temps, va ingressar al recent creat Queen's College for Ladies de Londres, que bàsicament preparava les dones per a ser mestres. Aquí va acabar la seva època d'estudis formals, tot i que ella va continuar estudiant tota la seva vida. Aquí va entrar en contacte amb altres futures reformadores socials com Frances Buss i Adelaide Procter.
El 1849 ja era professora de matemàtiques del Queen's, però el 1857 va dimitir en protesta pel poc compromís que tenien la majoria de professors. Després de pestar un any de cap d'estudis a una escola femenina a Casterton (Westmorland), es va presentar com a candidata per a dirigir el Cheltenham Ladies' College i va reeixir. Ocuparia aquest càrrec des de 1858 fins a la seva mort.

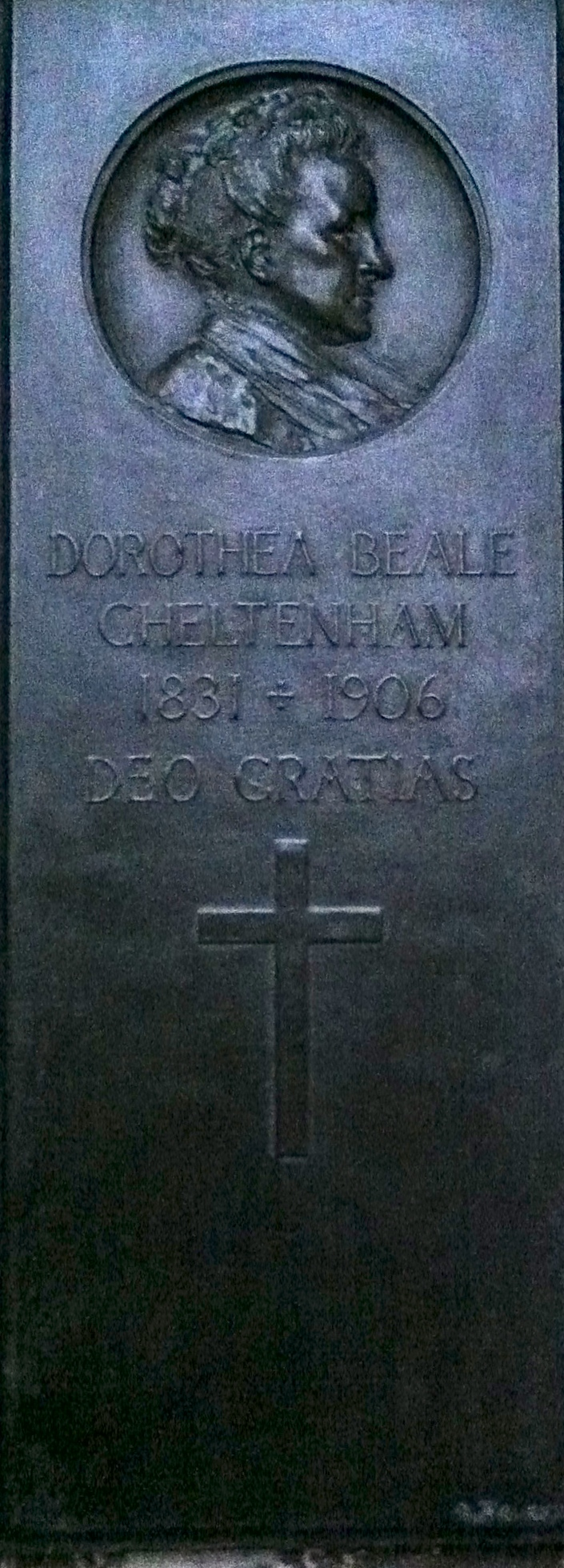
Memorial de Dorothea Beale a la Lady Chapel de la Catedral de Gloucester.

En morir, les seves despulles van ser incinerades i dipositades a la Lady Chapel de la catedral de Gloucester.